# تانیا هرمیدا
تانیا هرمیدا (اسپانیایی: Tania Hermida)، (زاده ۱۹۶۸) فیلم‌نامه‌نویس و کارگردان اهل اکوادور است.
او به همراه سباستین کوردرو از شناخته شده‌ترین کارگردان‌های بدنه سینمای اکوادور محسوب می‌شوند.
از آثار مهم وی تاکجا (۲۰۰۶) و به‌نام دختر (۲۰۱۱) قابل اشاره است.